# ESIM
eSIM(embedded-SIM)은 장치에 직접 내장된 프로그래밍 가능한 SIM 카드의 한 형태이다. 일반적으로 PVC로 만들어진 이동식 범용 집적 회로 카드(UICC)에 위치한 집적 회로 대신, eSIM은 장치에 영구적으로 연결된 eUICC 칩에 설치된 소프트웨어로 구성된다. eSIM 캐리어 프로파일이 eUICC에 설치되면 물리적 SIM과 동일하게 작동하며, 캐리어에 의해 생성된 고유한 ICCID 및 네트워크 인증 키로 완성된다.
eSIM 표준은 2016년에 처음 출시되었으며, 그 이후로 eSIM은 셀룰러 전화를 포함한 도메인에서 물리적 SIM을 대체하기 시작했다.

## 개요
장치에 수동으로 삽입되는 물리적 SIM 카드가 아닌 eSIM은 공장에서 모바일 장치에 영구적으로 탑재되는 SIM이다. 상대적으로 부피가 큰 커넥터가 필요 없어 설계 유연성이 높아지기 때문에 안정성과 네트워크 보안성을 향상시키는 동시에 공간 요구량도 줄인다.
eSIM은 일반적으로 원격으로 프로비저닝되며, 최종 사용자는 기기에서 물리적으로 SIM을 교체할 필요 없이 운영자를 추가하거나 제거할 수 있다. 모든 eSIM은 출고 시 영구 eSIM ID(EID)로 프로그래밍된다. 이 번호(eSIM ID)는 프로비저닝 서비스에서 장치를 기존 통신사 가입과 연결하고 프로그래밍을 위한 보안 채널을 협상하는 데 사용된다.
eSIM은 GSM의 글로벌 사양으로, 모든 모바일 장치의 원격 SIM 프로비저닝을 지원한다. GSM는 eSIM을 차세대 연결된 소비자 기기를 위한 SIM으로 정의한다. eSIM 기술을 이용한 네트워킹 솔루션은 커넥티드카, 즉 스마트 백미러, 온보드 진단(OBD), 차량 Wi-Fi 핫스팟, 인공지능 번역기, MiFi 기기, 스마트 이어폰, 스마트 미터링, GPS 추적 장치, DTU, 자전거 공유, 광고 등 다양한 사물 인터넷(IoT) 시나리오에 폭넓게 적용될 수 있다. 플레이어, 비디오 감시 장치 등
eSIM은 ISO/IEC 7816에 정의된 물리적 SIM과 동일한 전기 인터페이스를 사용한다. 통신사 프로파일이 eSIM에 설치되면 통신사가 생성한 고유한 ICCID와 네트워크 인증 키를 사용하여 물리적 SIM과 동일하게 동작한다.
eSIM 칩의 물리적 폼 팩터는 일반적으로 MFF2로 불린다.

## 역사
2010년부터 GSMA는 소프트웨어 기반 SIM의 가능성에 대해 논의해 왔다.
모토로라는 eUICC가 산업용 기기에 맞춰져 있다는 점을 지적했지만, 애플은 "소비자 제품에 임베디드 UICC를 사용하는 것을 금지하는 문구가 있다는 데 동의하지 않는다"고 말했다.
표준의 첫 번째 버전은 2016년 3월에 출판되었고, 두 번째 버전은 2016년 11월에 출판되었다.
2016년 삼성 기어 S2 클래식 3G 스마트워치는 eSIM을 최초로 구현한 장치이다.
2017년 모바일 월드 콩그레스(MWC) 기간 중 퀄컴은 관련 소프트웨어(보안 자바 애플리케이션)와 관련된 스냅드래곤 하드웨어 칩 내에서 라이브 시연과 함께 기술 솔루션을 선보였다.

## 구현
유럽연합 집행위원회(European Commission)는 2012년 eCall로 알려진 차량 내 긴급 호출 서비스를 위해 내장형 UICC 형식을 선택했다. 2018년까지 EU의 모든 신차 모델에는 사고 발생 시 즉시 긴급 서비스에 차량을 연결할 수 있는 모델이 있어야 한다.
러시아는 ERA-GLONASS라는 GLONASS(국가 위성 위치 확인 시스템)와 유사한 계획을 가지고 있다.
싱가포르는 더 많은 호환 장치가 시장에 출시됨에 따라 eSIM을 새로운 표준으로 도입하는 것에 대한 대중의 의견을 구하고 있다.
Apple은 아이패드 프로 (3세대) 이후 출시된 모든 아이패드와 더불어 애플 워치 시리즈 3 이상에서 eSIM 지원을 구현했다. Apple은 또한 듀얼 SIM을 특징으로 하는 아이폰 XS, 아이폰 XS 맥스, 아이폰 XR 이상에서 eSIM 지원을 포함했다. 아이촌에서 eSIM을 지원하려면 iOS 12.1 이상이 필요하다. 아이폰의 eSIM은 중국 본토에서 제공되지 않는다. 홍콩 및 마카오에서 아이폰 12 미니, 아이폰 SE (2세대) 및 아이폰 XS는 eSIM을 지원한다. Apple은 DENT Wireless, Flexiroam, GigSky, Keepgo, MTX Connect, Redtea Mobile, Soracom Mobile, Truphone, Ubigi, GOODSPEED 및 Webbing과 같이 eSIM 서비스를 제공하는 전 세계 서비스 제공업체 목록을 점점 더 많이 제공하고 있다.
Google은 2017년 10월 Google Fi 서비스와 함께 사용하기 위해 eSIM 지원을 추가한 픽셀 2를 공개했다. 2018년에 Google은 픽셀 3 및 픽셀 3 XL을 출시한 후 2019년 5월에 픽셀 3a 및 픽셀 3a XL을 출시했으며 구글 Fi 이외의 이동통신사에 eSIM을 지원한다. 같은 해 10월 구글은 eSIM을 지원하는 픽셀 4 및 픽셀 4 XL을 출시했다.
모토로라는 eSIM만 지원하기 때문에 물리적인 SIM 슬롯이 없는 폴더블 스마트폰인 모토로라 레이저(Motorola Razr) 2020 버전을 출시했다.
Plintron은 장치에 대한 eSIM 지원을 기반으로 28개국에서 사용 가능한 eSIM4Things 사물 인터넷 제품을 구현했다.
Microsoft는 2018년 Windows 10 운영 체제에 eSIM을 도입했으며 2017년에는 첫 번째 eSIM 지원 장치인 Surface Pro LTE를 출시했다.
삼성은 갤럭시 Z 폴더블 4 시리즈부터 eSIM을 지원한다.

## 같이 보기
- SIM 카드